# Boule de Neige (rose)
Pour les articles homonymes, voir Boule de neige (homonymie).
'Boule de Neige' est un cultivar de rose ancienne obtenu en 1867 par François Lacharme. Il s'agit d'un hybride de rosier Bourbon.

## Description

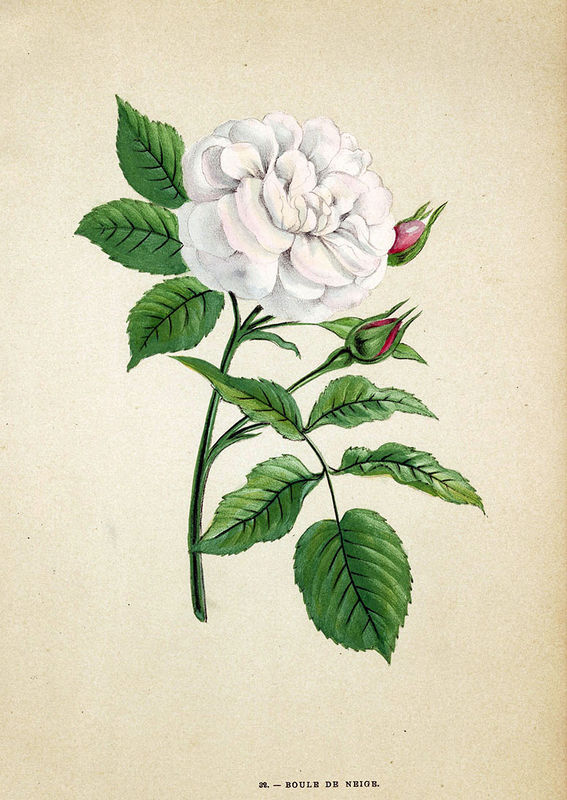
'Boule de Neige', ill. de François Grobon, in Hippolyte Jamain et Eugène Forney, Les Roses (1873).

Ce rosier arbustif à port dressé est très florifère. Non remontant en principe, il arrive pourtant qu'il y ait une petite floraison à la fin de l'été. Ses fleurs blanches, ressemblant à des fleurs de  camélia, sont très doubles (26-40 pétales), pleines et groupées en bouquets. Elles sont très parfumées.
Le buisson, au feuillage dense et vert foncé, s'élève à 150 cm. Il est parfait en haie ou en massif.
Elle est issue d'un croisement 'Mademoiselle Blanche Lafitte' (Bourbon, Pradel 1851) x 'Sappho' (hybride perpétuel de rose de Damas, Vibert 1842). On peut l'admirer notamment à la roseraie du Val-de-Marne de L'Haÿ-les-Roses.